# Oborona

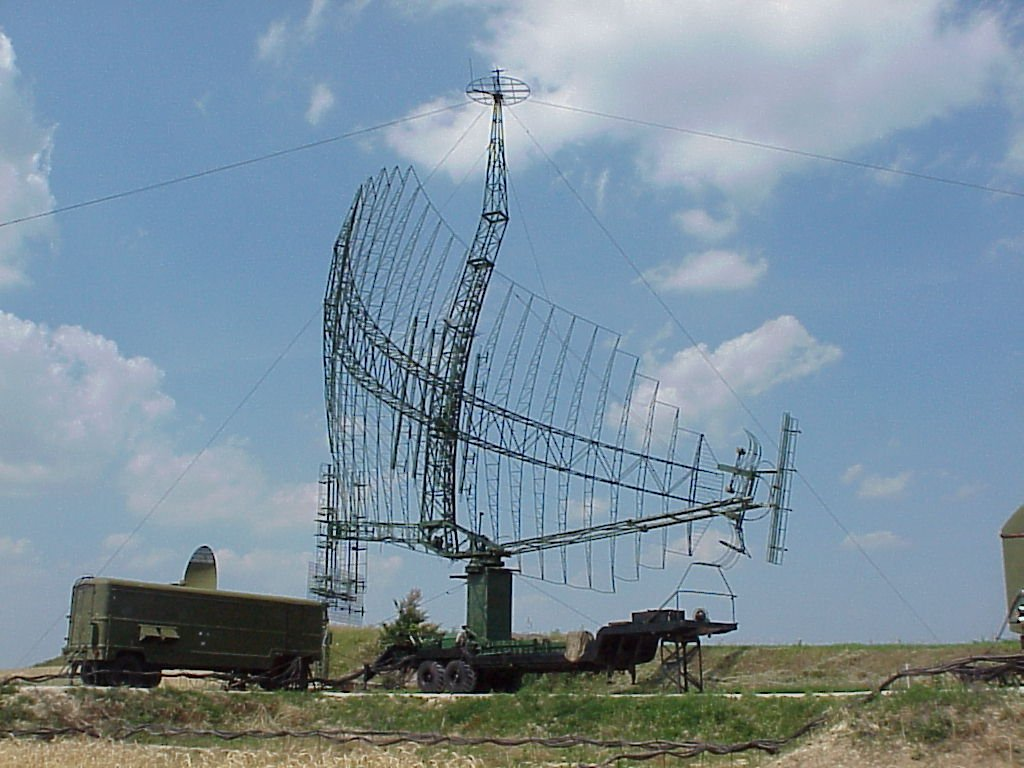
Antenne der Oborona

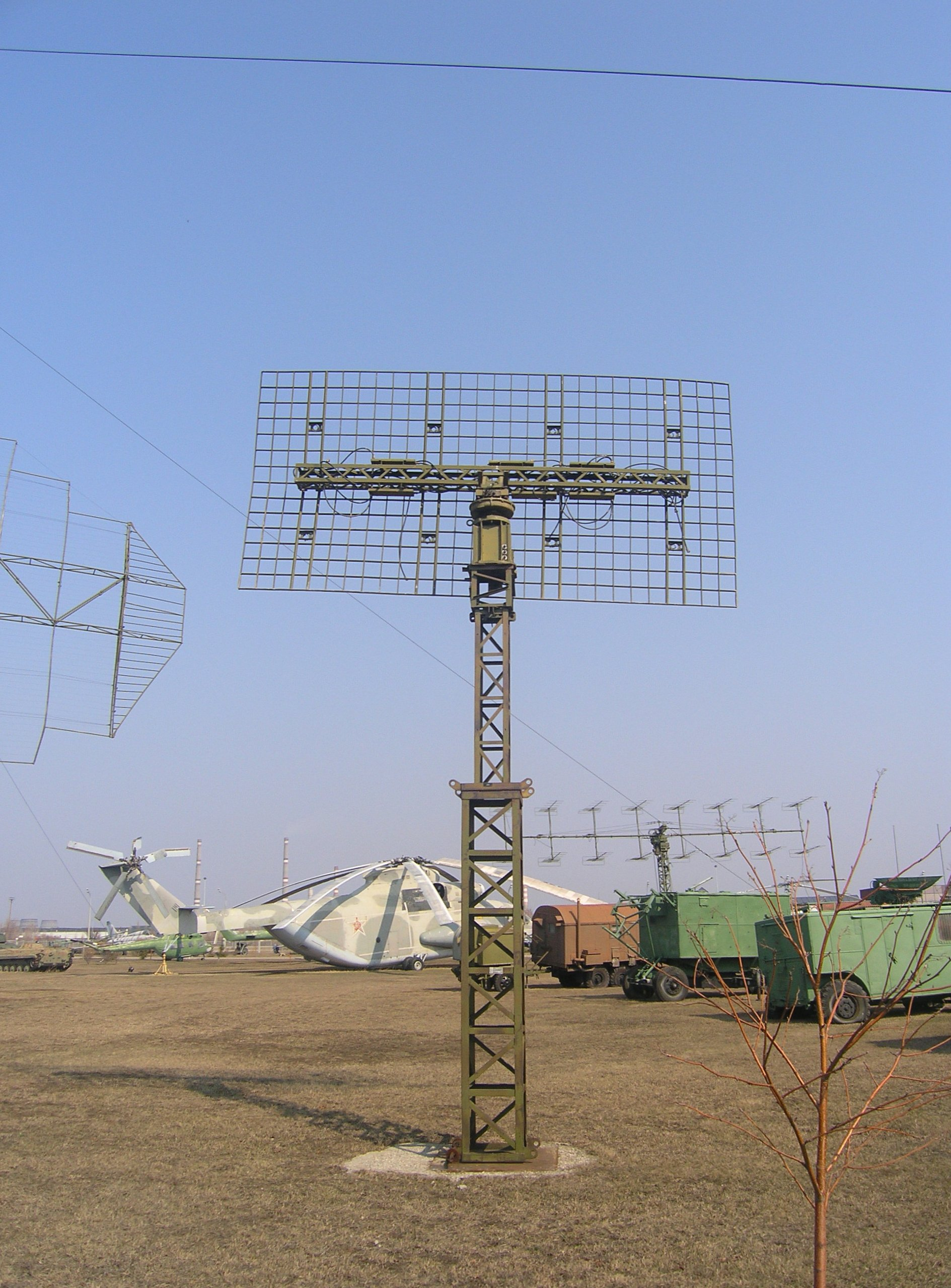
Antenne des dazugehörigen Kennungsgerätes nach dem Kremnij-2-System

Mit dem Tarnnamen Oborona (NATO-Code: Tall King C) wurde ein sowjetisches Radargerät für die Luftverteidigung bezeichnet. Die Bezeichnung gemäß russischer Nomenklatur lautet 5N84A. Es ist ein recht langwelliges Radar, welches aber trotzdem mit einer Parabolantenne ausgestattet war, die deswegen mit 33 Meter Breite und 22 Meter Höhe gigantische Ausmaße annahm.
Mit einer Reichweite von 1200 km konnten mit dieser Station von einem Standort Mitteldeutschlands (Thüringen) Flugzeuge über Großbritannien geortet werden. Durch die Verwendung von Meterwellen (Frequenz: 150 bis 170 MHz) war allerdings das Winkelauflösungsvermögen begrenzt (etwa 10°). Das hatte aber nur wenig Bedeutung, da das Radar als Frühwarngerät eingesetzt wurde und die Vorwarnzeit für Radargeräte geringerer Reichweite, diese aber mit größerer Genauigkeit und Auflösung, sicherstellte.
Als 2D-Radar arbeitete diese Station meist mit einem Höhenfinder PRW-17 zusammen, der die dritte Koordinate der dreidimensionalen Daten für die Luftlage lieferte.
Die Oborona ist der Nachfolger der P-14. Auffälliges Merkmal zur Unterscheidung beider Antennen ist hier der kreisförmige waagerechte Reflektor an der Spitze des Antennenmastes, der bei der P-14 fehlt.

## Standorte
- Gleina (bei Altenburg)
- Putgarten (auf der Insel Rügen)
- Prangendorf bei Sanitz  (heute Friedensmission Gubkow)

| Technische Daten Oborona | Technische Daten Oborona |
| ------------------------ | ------------------------ |
| Frequenzbereich          | 150 – 170 MHz            |
| Pulswiederholzeit        | ca. 6 ms                 |
| Pulswiederholfrequenz    | ca. 180 Hz               |
| Sendezeit (PW)           | 6 µs                     |
| Empfangszeit             | ca. 5 ms                 |
| Totzeit                  | ...                      |
| Pulsleistung             |                          |
| Durchschnittsleistung    | ...                      |
| angezeigte Entfernung    | 1200 km                  |
| Entfernungsauflösung     | 1000 m                   |
| Öffnungswinkel           | ...                      |
| Trefferzahl              | > 15                     |
| Antennenumlaufzeit       | 10 bzw. 20 s             |